# Abdij Our Lady of the Annunciation of Clear Creek

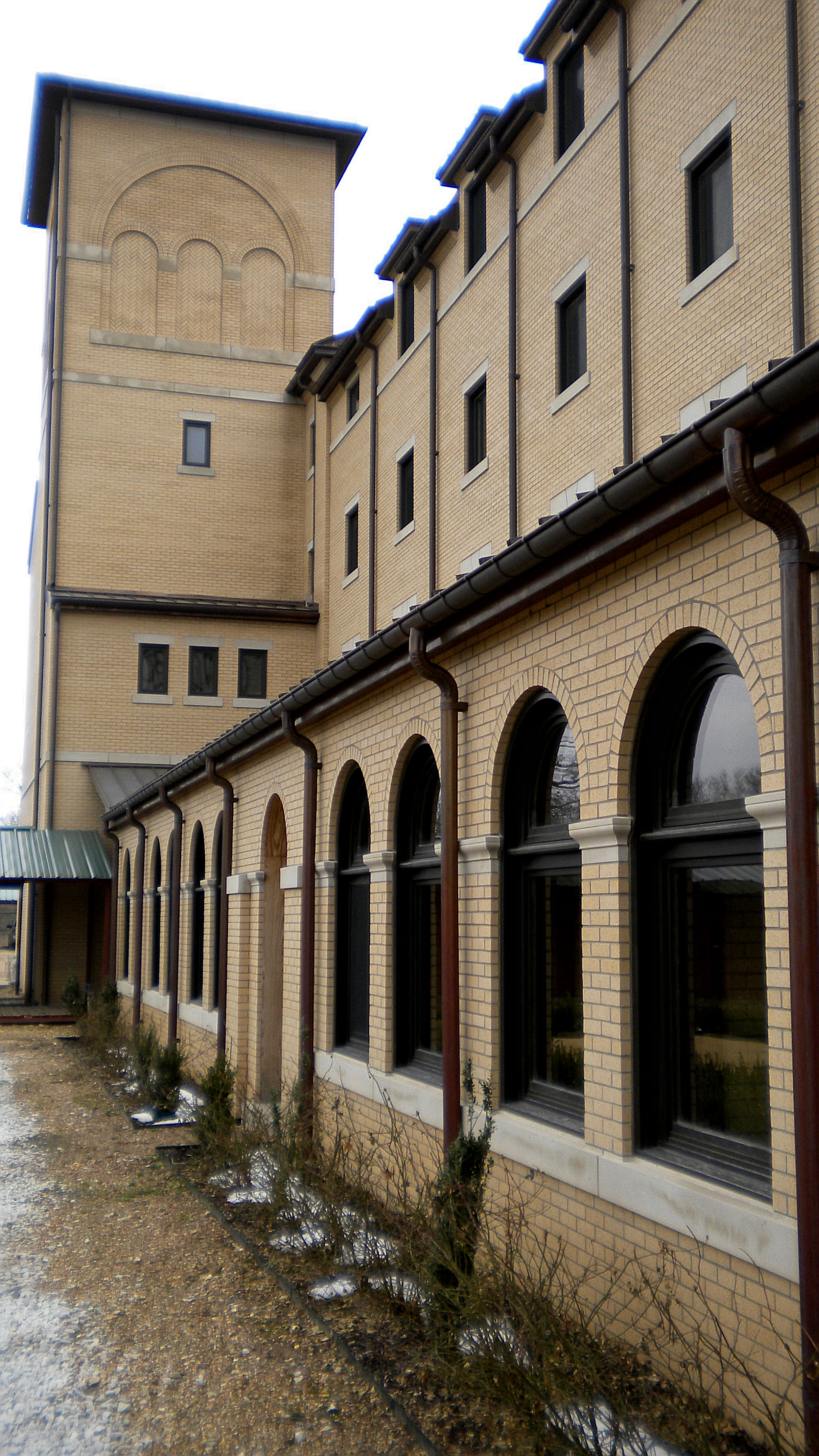
Priorij Clear Creek

De Abdij Our Lady of the Annunication of Clear Creek is een Amerikaanse benedictijnenabdij in Hulbert in de staat Oklahoma.
Deze abdij werd in 1999 vanuit de Abdij Notre-Dame de Fontgombault gesticht en behoort tot de congregatie van Solesmes.
De monniken gebruiken de Tridentijnse ritus.